# Zandvoortweg (Baarn)
De Zandvoortweg is een straat in de wijk Zandvoort van Baarn, in de Nederlandse provincie Utrecht. De weg verbindt de Kerkstraat met de J.F. Kennedylaan bij villa Rusthoek. 
De straat heeft een wisselende bebouwing en is genoemd naar het gehucht Santvoorde. De Zantvoortweg liep door tot de Wakkerendijk bij kasteel Drakenburg bij Eemnes.